# Honi
Le honi (autres appellations : woni, ouni, uni, ho, haoni) est une langue parlée dans le Yunnan, en Chine. Ses locuteurs font partie de la nationalité hani.